# Valkkisjärvi
Valkkisjärvi är en sjö i Finland. Den ligger i kommunen Sodankylä i landskapet Lappland, i den norra delen av landet, 800 km norr om huvudstaden Helsingfors. Valkkisjärvi ligger 239,8 meter över havet. Den ligger vid sjön Seipäjärvi. Arean är 22,3 hektar och strandlinjen är 2,17 kilometer lång. Sjön  ingår i Kemi älvs huvudavrinningsområde. 